# Fuoco incrociato (film 2001)
Fuoco incrociato (Crossfire Trail) è un film per la televisione statunitense di genere western del 2001, diretto da Simon Wincer e interpretato da Tom Selleck, Virginia Madsen, Mark Harmon e Wilford Brimley. Il film è basato sull'omonimo romanzo western di Louis L'Amour del 1954. Selleck aveva già interpretato un film tratto da un romanzo di L'Amour, si tratta di Ombre a cavallo (1982).
Il film è stato visto da 12,5 milioni di spettatori, diventando così il più seguìto film per televisione via cavo mai visto fino alla première di High School Musical 2 nel 2007.

## Trama
Nel 1880, Rafe Covington è con il suo migliore amico Charles Rodney, gravemente ferito, su una nave diretta a San Francisco. Prima di morire Rodney chiede a Covington di occuparsi del suo ranch del Wyoming e di sua moglie, Anne. Covington, pieno di rabbia, picchia il capitano, colpevole della morte dell'amico, e poi assieme a due amici, Rock Mullaney e il giovane J.T. Langston, parte per il Wyoming dove trovano il ranch deserto ed iniziano immediatamente a prendersene cura.
Covington si reca poi a prendere i rifornimenti nella vicina città, in cui comanda Bruce Barkow, che sta corteggiano Anne Rodney, la quale sa che il marito è morto un anno prima in seguito ad un assalto di una tribù di pellerossa. Covington fa amicizia con Joe Gill, un vecchio cowboy che era amico di Rodney e si fa nemici i fratelli Taggart, Mike e Luke, accoliti di Barkow che sostengono la morte di Rodney per mano dei pellerossa. Covington decide di raccontare a Anne cosa è successo in realtà, ovvero che il marito era vivo ed è morto solo pochi giorni prima, ma lei si rifiuta di credergli.
I tre uomini, a cui si aggiunge Gill, radunano il bestiame e cercano di far ripartire il ranch mentre Covington cerca ripetutamente di convincere Anne che era lì quando Rodney è morto ed è qui per prendersi cura di lei e del ranch, ma lei ancora si rifiuta di credergli. Un giorno i quattro cowboy vanno in città per un drink e Covington compra un nuovo fucile Winchester ordinato tempo addietro da Rodney. Tuttavia, Mike Taggart lo sfida ad un duello ma Covington ha la meglio uccidendolo.
Irrequieto per tutto quello che sta succedendo, Barkow dà a Covington, Rock e J.T. tre giorni per abbandonare il ranch, o li costringerà lui ad andare via, con la complicità dell'accondiscendente sceriffo. Offre a Gill di restare, ma Gill si schiera apertamente con Covington. Barkow quindi chiama Bo Dorn, un killer professionista in parte implicato nei suoi affari. I tre giorni finiscono e Covington non si è ancora allontanato, così Barkow manda Dorn al ranch. Anche Anne va al ranch e dice a Covington che lei adesso gli crede e ne ha abbastanza di Barkow. Dorn, nascosto tra gli alberi, spara e uccide J.T., usando un fucile da cecchino.
Anne torna in città mentre Covington, Rock e Gill seppelliscono J.T. In città, Barkow costringe Anne a sposarlo, uccidendo il suo barista che per una volta si ribella alle angherie del padrone, ottenendo così il controllo del ranch. Barkow poi porta Anne in una stanza d'albergo, dove tenta di stuprarla ma vista la sua resistenza la mette fuori combattimento e la chiude a chiave. Stanchi di subire, Covington, Rock e Gill vanno in città. I tirapiedi di Barkow, insieme a quest'ultimo, li attendono nel saloon e quando li vedono arrivare aprono il fuoco e la battaglia inizia. Mentre Rock, Gill e il proprietario del grande magazzino combattono contro Barkow e i suoi uomini, Covington affronta Dorn in un duello a distanza e lo uccide. Mentre Covington controlla la morte dell'avversario Barkow appare alle sue spalle e gli spara ma mentre si avvicina per finirlo Anne spara a Barkow con il fucile di Covington, salvandolo.
Nel frattempo, Rock, Gill e Thompson uccidono i tirapiedi di Barkow. Gill e il proprietario del negozio sono entrambi feriti ma sopravvivono insieme a Rock. Anne cura Covington per farlo tornare in salute e la città torna a vivere in pace.